# 楊倹
楊 倹（よう けん、生年不詳 - 542年）は、北魏から西魏にかけての軍人・政治家。字は景則。本貫は恒農郡華陰県。

## 経歴
楊鈞の子として生まれた。北魏の正始年間、侍御史を初任とし、奉朝請を加えられ、員外散騎侍郎に転じた。孝昌年間、鎮遠将軍・頓丘郡太守に任じられた。元顥の招きに応じてその下で従軍した。528年、給事黄門侍郎・左将軍・太府少卿を兼ねた。元顥が洛陽に入ると、撫軍将軍となった。孝荘帝が洛陽に帰ると、家に蟄居させられた。まもなく散騎常侍・都督潁州諸軍事・潁州刺史として再び起用された。530年、征南将軍・金紫光禄大夫の位を加えられた。532年、衛将軍・北雍州刺史に任じられた。善政で知られた。534年、孝武帝が関中に入ると、侍中・驃騎将軍となった。535年、西魏が建国されると、本官のまま東秦州事を代行し、使持節・秦州大都督を加えられた。537年、西魏軍が沙苑の戦いで東魏軍を破ると、楊倹は夏陽県侯に封じられた。541年、大丞相府諮議参軍を兼ね、都督東雍華二州諸軍事・驃騎大将軍・開府儀同三司・華州刺史として出向した。542年、家で死去した。諡は静といった。

## 子女
- 楊文乂
- 楊文休
- 楊文褒
- 楊异（字は文殊）
- 楊勰（字は文雍）
- 楊文挙
- 楊朏（字は文朗）
- 楊文雅
- 楊文若
- 楊文偉
- 楊氏（竇栄定の妻）

## 伝記資料
- 『周書』巻22 列伝第14
- 『北史』巻41 列伝第29